# Одеська обласна рада депутатів трудящих І скликання
Одеська обласна рада депутатів трудящих першого скликання — представничий орган Одеської області 1939-1947 років.
Нижче наведено список депутатів Одеської обласної ради 1-го скликання, обраних 24 грудня 1939 року. Всього до Одеської обласної ради 1-го скликання було обрано 83 депутати. 
| Прізвище, ім'я, по-батькові         | Виборчий округ | Посада | Примітки |
| ----------------------------------- | -------------- | --- | -------- |
| Абрамов Петро Іванович              | № 54           | завідувач Одеського обласного відділу фінансів                                                                   |          |
| Агафонова Галина Михайлівна         | № 25           | вагоновод Одеського трамваю                                                                                      |          |
| Базіль Євдокія Петрівна             | № 5            | свердлувальниця Одеського суднобудівного заводу імені Андре Марті                                                |          |
| Беляєв Панас Савич                  | № 12           | капітан теплоплаву «Сванетія»                                                                                    |          |
| Болдін Іван Васильович              | № 31           | військовослужбовець, командувач Одеського військового округу                                                     |          |
| Бондаренко Єфросинія Костянтинівна  | № 55           | бригадир жіночої тракторної бригади Веселинівської МТС                                                           |          |
| Булдович Роман Єлисейович           | № 75           | 1-й заступник голови Одеського облвиконкому                                                                      |          |
| Вдовиченко Христина Самсонівна      | № 67           | ланкова колгоспу імені Куйбишева Кривоозерського району                                                          |          |
| Виходець Михайло Олександрович      | № 24           | секретар Одеського міськкому КП(б)У                                                                              |          |
| Вовченко Федір Іванович             | № 43           | голова Комінтернівського райвиконкому                                                                            |          |
| Головін Микола Антонович            | № 19           | 2-й секретар Одеського обкому КП(б)У                                                                             |          |
| Голуб Микола Сидорович              | № 42           | секретар Одеського облвиконкому                                                                                  |          |
| Григор'єв Сергій Миколайович        | № 16           | директор Одеського заводу імені Січневого повстання                                                              |          |
| Гуревич Наум Павлович               | № 77           | завідувач організаційно-інструкторського відділу Одеського обкому КП(б)У                                         |          |
| Давиденко Борис Павлович            | № 61           | голова Одеського міськвиконкому                                                                                  |          |
| Егіз Ольга Максимівна               | № 26           | лікар 2-ї Одеської клінічної лікарні                                                                             |          |
| Жуков Гаврило Васильович            | № 37           | військовослужбовець, командир Одеської військово-морської бази                                                   |          |
| Залізняк Надія Миколаївна           | № 39           | вчителька Єлізарівської початкової школи Роздільнянського району                                                 |          |
| Іванніков Василь Якович             | № 38           | військовослужбовець, молодший командир РСЧА                                                                      |          |
| Ісай Іван Федорович                 | № 11           | 3-й секретар Одеського обкому КП(б)У                                                                             |          |
| Іщенко Іван Архипович               | № 74           | в.о. відповідального редактора газети «Чорноморська комуна»                                                      |          |
| Їжак Артем Савович                  | № 48           | завідувач сільськогосподарського відділу Одеського обкому КП(б)У                                                 |          |
| Кальченко Никифор Тимофійович       | № 27           | голова Одеського облвиконкому                                                                                    |          |
| Карасьова Анастасія Давидівна       | № 62           | свинарка колгоспу імені Баханцева Троїцького району                                                              |          |
| Клочкова Федора Пилипівна           | № 46           | доярка колгоспу «Друга п'ятирічка» Жовтневого району                                                             |          |
| Колибанов Анатолій Георгійович      | № 6            | 1-й секретар Одеського обкому КП(б)У                                                                             |          |
| Колобяков Олександр Філаретович     | № 41           | військовослужбовець, член Військової ради Одеського військового округа                                           |          |
| Коришев (Корешов) Федір Микитович   | № 71           | голова Арбузинського райвиконкому                                                                                |          |
| Котенко Семен Михайлович            | № 45           | голова Березівського райвиконкому                                                                                |          |
| Кравець Марфа Іллівна               | № 80           | ланкова колгоспу «13-річчя Жовтня»                                                                               |          |
| Кузнецов Михайло Дмитрович          | № 29           | завідувач Одеського обласного відділу народної освіти                                                            |          |
| Ланчуківська Марія Василівна        | № 2            | робітниця Одеського заводу «Більшовик»                                                                           |          |
| Луценко Микола Григорович           | № 3            | 1-й секретар Ленінського райкому КП(б)У міста Одеси                                                              |          |
| Мещерська Ганна Юхимівна            | № 9            | заслужена артистка Української РСР                                                                               |          |
| Михайличенко Василь Федосійович     | № 8            | майстер Одеського верстатобудівного заводу імені Леніна                                                          |          |
| Мізрухін Яків Маркович              | № 10           | директор Одеської електростанції, керуючий Одеського енергокомбінату                                             |          |
| Моложавенко Іван Карпович           | № 47           | голова Цебриківського райвиконкому                                                                               |          |
| Молчанов Олексій Петрович           | № 28           | начальник Одеської залізниці                                                                                     |          |
| Москальов Василь Микитович          | № 83           | голова Гайворонського райвиконкому                                                                               |          |
| Мостепанюк Роман Миколайович        | № 78           | бригадир тракторної бригади Емілівської МТС                                                                      |          |
| Мостова Анастасія Федотівна         | № 56           | свердлильниця заготівельного цеху депо Вознесенськ                                                               |          |
| Нагорний Михайло Михайлович         | № 51           | завідувач Одеського обласного земельного відділу                                                                 |          |
| Назарук Микола Данилович            | № 23           | військовослужбовець, курсант РСЧА                                                                                |          |
| Найдек Леонтій Іванович             | № 68           | секретар Одеського обкому КП(б)У з кадрів                                                                        |          |
| Нечипоренко Олександр Олексійович   | № 14           | військовослужбовець РСЧА                                                                                         |          |
| Ніколаєнко Григорій Федотович       | № 81           | секретар Одеського обкому КП(б)У з пропаганди                                                                    |          |
| Овсяников Іван Тимофійович          | № 15           | робітник чавунно-ливарного цеху Одеського заводу «Червоний Профінтерн»                                           |          |
| Павлійчук Катерина Максимівна       | № 76           | ланкова колгоспу імені Котовського Ольшанського району                                                           |          |
| Павловська Софія (Євдокія) Петрівна | № 52           | комбайнер Андрієво-Іванівської МТС                                                                               |          |
| Пароконний Олексій Павлович         | № 69           | 1-й секретар Первомайського райкому КП(б)У                                                                       |          |
| Піскунов Анатолій Васильович        | № 22           | військовослужбовець, курсант артилерійських курсів імені Фрунзе РСЧА                                             |          |
| Пітель Степан Григорович            | № 4            | голова Одеського обкому профспілки робітників середнього машинобудування                                         |          |
| Пожидаєв Василь Петрович            | № 20           | 1-й секретар Іллічівського райкому КП(б)У міста Одеси                                                            |          |
| Половинчук Терентій Олексійович     | № 17           | машиніст депо Одеса-Товарна                                                                                      |          |
| Посмітний Макар Онисимович          | № 44           | голова колгоспу імені Будьонного Березівського району                                                            |          |
| Прудников Сергій Прохорович         | № 1            | директор Одеського заводу імені Жовтневої революції                                                              |          |
| Радецький Василь Дмитрович          | № 40           | голова Роздільнянського райвиконкому                                                                             |          |
| Рахталер Фаня Наумівна              | № 33           | робітниця Одеської швейної фабрики імені Воровського                                                             |          |
| Рейнгбальд Берта Михайлівна         | № 30           | професор Одеської державної консерваторії                                                                        |          |
| Рубльов Ілля Ілліч                  | № 66           | 1-й секретар Кривоозерського райкому КП(б)У                                                                      |          |
| Рудов Ісак Володимирович            | № 53           | завідувач Одеського обласного відділу торгівлі                                                                   |          |
| Селіванов Андрій Дмитрович          | № 59           | голова Доманівського райвиконкому                                                                                |          |
| Серебряков Борис Павлович           | № 36           | військовослужбовець, майор РСЧА                                                                                  |          |
| Соколовський Петро Федорович        | № 34           | голова оргкомітету Одеського сільського приміського райвиконкому                                                 |          |
| Соловйов Борис Миколайович          | № 63           | 1-й секретар Любашівського райкому КП(б)У                                                                        |          |
| Солодовников Юрій Григорович        | № 79           | директор МТС імені Кагановича Грушківського району                                                               |          |
| Сопутняк Ольга Кузьмівна            | № 64           | трактористка Савранської МТС                                                                                     |          |
| Старовойт Олександр Іванович        | № 35           | начальник Управління НКВС УРСР по Одеській області                                                               |          |
| Стасюк Петро Пилипович              | № 57           | 1-й секретар Вознесенського райкому КП(б)У                                                                       |          |
| Тевченков Олександр Миколайович     | № 60           | військовослужбовець, начальник управління політичної пропаганди Одеського військового округа, дивізійний комісар |          |
| Тернівський Яків Іванович           | № 65           | прокурор Одеської області                                                                                        |          |
| Титомир Олена Степанівна            | № 70           | голова колгоспу імені 25 Жовтня Кримської сільської ради                                                         |          |
| Топор Марія Данилівна               | № 49           | ланкова колгоспу імені Димитрова Фрунзенського району                                                            |          |
| Третьяков Дмитро Костянтинович      | № 13           | директор Одеського зоолого-біологічного інституту, академік АН УРСР                                              |          |
| Фішман Ася Борисівна                | № 32           | завідувач організаційного відділу Одеської міської ради                                                          |          |
| Хасін Віктор Якович                 | № 18           | військовослужбовець, курсант Одеської авіашколи імені Поліни Осипенко, молодший командир льотчиків РСЧА          |          |
| Хоценко Єфросинія Григорівна        | № 21           | джутарка Одеської джутової фабрики                                                                               |          |
| Чебак Михайло Микитович             | № 58           | голова Вознесенського райвиконкому                                                                               |          |
| Шмаленко Євгенія Олексіївна         | № 72           | вчителька, інспектор районного відділу народної освіти Братського району                                         |          |
| Шполянський Борис Ілліч             | № 73           | завідувач Одеського обласного відділу охорони здоров'я                                                           |          |
| Щербина Олексій Олексійович         | № 50           | 1-й секретар Одеського обкому ЛКСМУ                                                                              |          |
| Юрченко Олександр Іванович          | № 7            | бригадир 153-ї бригади вантажників Одеського торгового порту                                                     |          |
| Юрченко Христина Григорівна         | № 82           | колгоспниця колгоспу імені Будьонного Гайворонського району                                                      |          |